# Richard Anderson
Richard Norman Anderson (Long Branch, 8 augustus 1926 – Beverly Hills, 31 augustus 2017) was een Amerikaans acteur.

## Levensloop
Toen Anderson tien jaar oud was, verhuisde hij met zijn ouders naar Los Angeles. Hij studeerde drama aan de Universiteit van Los Angeles. Hij speelde mee in verschillende toneelstukken, voordat hij in 1947 debuteerde op het witte doek. In 1949 tekende hij een contract van zes jaar bij filmmaatschappij MGM. In die periode speelde hij mee in 26 films. Hij is bekend van zijn rol als Ricardo del Amo in de televisieserie Zorro van Walt Disney. Daarnaast speelde hij ook de rol van dokter Kimble in de reeks The Fugitive. Zijn bekendste rol is echter die van Oscar Goldman in de serie The Six Million Dollar Man.
Anderson had gastrollen in onder meer The Man from U.N.C.L.E., Perry Mason, Kung Fu, Knight Rider, Dynasty en De Vrouw van Zes Miljoen.

## Filmografie (selectie)
- 1950: The Magnificent Yankee
- 1951: Grounds for Marriage
- 1951: Payment on Demand
- 1951: Rich, Young and Pretty
- 1951: The People Against O'Hara
- 1951: Across the Wide Missouri
- 1951: The Unknown Man
- 1952: Scaramouche
- 1953: The Story of Three Loves
- 1953: I Love Melvin
- 1953: Dream Wife
- 1953: Give a Girl a Break
- 1953: Escape from Fort Bravo
- 1954: The Student Prince
- 1955: Hit the Deck
- 1955: It's a Dog's Life
- 1956: Forbidden Planet
- 1956: A Cry in the Night
- 1957: Paths of Glory
- 1958: The Long, Hot Summer
- 1958: Curse of the Faceless Man
- 1959: Compulsion
- 1959: The Gunfight at Dodge City
- 1960: The Wackiest Ship in the Army
- 1963: A Gathering of Eagles
- 1963: Johnny Cool
- 1964: Seven Days in May
- 1964: Kitten with a Whip
- 1966: Seconds
- 1967: The Ride to Hangman's Tree
- 1970: Macho Callahan
- 1970: Tora! Tora! Tora!
- 1971: Doctors' Wives
- 1972: The Honkers
- 1972: Play It as It Lays
- 1973: The Night Strangler
- 1974: Black Eye
- 1979: The French Atlantic Affair
- 1980: Condominium
- 1987: The Stepford Children
- 1987: Hoover vs. The Kennedys
- 1993: Gettysburg
- 1995: The Glass Shield